# Macrochiridothea michaelseni
Macrochiridothea michaelseni är en kräftdjursart som beskrevs av Axel Ohlin 1901. Macrochiridothea michaelseni ingår i släktet Macrochiridothea och familjen Chaetiliidae. Inga underarter finns listade i Catalogue of Life.